# Elegia stokoei
Elegia stokoei är en gräsväxtart som beskrevs av Neville Stuart Pillans. Elegia stokoei ingår i släktet Elegia och familjen Restionaceae. Inga underarter finns listade i Catalogue of Life.